# Prix Lumières (Québec)
 (janvier 2018).
Si vous disposez d'ouvrages ou d'articles de référence ou si vous connaissez des sites web de qualité traitant du thème abordé ici, merci de compléter l'article en donnant les références utiles à sa vérifiabilité et en les liant à la section « Notes et références ».
Pour les articles homonymes, voir Lumières de la presse internationale et Prix Lumière (Lyon).
Le Prix Lumières était remis de 1989 à 2009 par l'Association des réalisateurs et réalisatrices du Québec (ARRQ) « à un réalisateur ou une réalisatrice ayant contribué de façon exceptionnelle à la défense et à la promotion des intérêts de ses pairs et de leur espace créatif ». 
Seize personnes ont reçu ce prix : 
- 1989 - Gilles Carle
- 1990 - Jean Chabot
- 1991 - Iolande Rossignol
- 1992 - François Labonté
- 1993 - Robert Favreau
- 1994 - Michel Poulette
- 1995 - Micheline Lanctôt
- 1996 - Jean Pierre Lefebvre
- 1997 - Michel Moreau
- 1998 - Jean-Daniel Lafond
- 1999 - Jérôme Labrecque
- 2000 - Philippe Baylaucq
- 2001 - Fernand Dansereau
- 2002 - Magnus Isacsson
- 2003 - Pierre Paiement
- 2004 - François Côté